# Wielomian stopnia czwartego

Wykres funkcji wielomanu o równaniu:

Wielomianem stopnia 4 nazywamy wielomian postaci:
{\displaystyle ax^{4}+bx^{3}+cx^{2}+dx+e} przy czym {\displaystyle a\neq 0.}
Wykres takiego wielomianu może wyglądać bardzo różnie w zależności od współczynników a, b, c, d, e.

## Pierwiastki
Istnieją ogólne wzory na pierwiastki wielomianu czwartego stopnia. Cztery to najwyższy stopnień wielomianu, dla którego znane są takie wzory: pierwiastków wielomianu stopnia wyższego niż cztery nie da się w ogólnym przypadku znaleźć analitycznie.